# Parco nazionale dei monti Udzungwa
Il Parco nazionale dei monti Udzungwa (in inglese Udzungwa Mountains National Park) è un'area naturale protetta della Tanzania centro-meridionale.

## Territorio
Il parco copre una parte (circa il 20%) della catena dei monti Udzungwa, culminanti con i 2.579 metri di altitudine del monte Luhombero, sul confine orientale dell'altipiano centrale della Tanzania. Le montagne dominano le valli formate dai fiumi Ruaha e Kilombero. Si tratta di uno degli hotspot di biodiversità più ricchi dell'Africa.

## Fauna
Nel territorio del parco vive la gran parte delle specie di mammiferi tipiche della fauna africana, quali l'elefante, il bufalo, il leone, il leopardo, l'ippopotamo, nonché numerose specie di antilopi (tra cui Cephalophus spadix, Cephalophus monticola, Tragelaphus scriptus e Oreotragus oreotragus),   il tasso del miele (Mellivora capensis), numerosi viverridi, i pangolini, le manguste e gli iraci. Recentemente è stata descritta una nuova specie di toporagno-elefante, Rhynchocyon udzungwensis, endemica del parco. 

Il parco ospita inoltre 11 diverse specie di primati, tra cui cinque specie endemiche:  Cercocebus sanjei, Rungwecebus kipunji, Piliocolobus gordonorum, Galagoides orinus e Galagoides zanzibaricus udzungwensis. Altri primati presenti sono il colobo dell'Angola (Colobus angolensis), il babbuino giallo (Papio cynocephalus),  il cercopiteco dal diadema (Cercopithecus mitis) e il cercopiteco grigioverde (Chlorocebus aethiops).
Vi sono inoltre più di 400 specie di uccelli, con 12 endemismi tra cui la nettarinia alirugginose (Cinnyris rufipennis) e la pernice degli Udzungwa (Xenoperdix udzungwensis), e numerose specie di rettili e anfibi, alcune delle quali endemiche come Cnemaspis uzungwae e Phrynobatrachus uzungwensis.

## Flora
Sono state censite oltre 2500 specie vegetali, di cui 160 avrebbero proprietà medicinali.

## Collaborazioni
Il MUSE - Museo delle Scienze di Trento ha realizzato nel 2006 e gestisce in partenariato con l'ente parchi nazionali della Tanzania (TANAPA) un centro di Monitoraggio Ecologico (Udzungwa Ecological Monitoring Centre, UEMC).